# 9225 Daiki
9225 Daiki eller 1996 AU är en asteroid i huvudbältet som upptäcktes den 10 januari 1996 av den japanska astronomen Takao Kobayashi vid Ōizumi-observatoriet. Den är uppkallad efter Daiki Matsubayashi.
Asteroiden har en diameter på ungefär 5 kilometer.